# Gambialoa cellularis
Gambialoa cellularis är en insektsart som beskrevs av Irena Dworakowska 1994. Gambialoa cellularis ingår i släktet Gambialoa och familjen dvärgstritar. Inga underarter finns listade i Catalogue of Life.